# Pointe de Paumont
La pointe de Paumont (en italien cima del Vallone) est une montagne de 3 171 mètres d'altitude dans les Alpes.

## Toponymie
Le nom Paumont est peut-être une modification de Paumort, un toponyme récurrent dans le vallon de Rochemolles (croix de Paumort, ruisseau de Paumort) qui viendrait du Piémontais pàu mòrt (« crainte de la mort »).

## Géographie

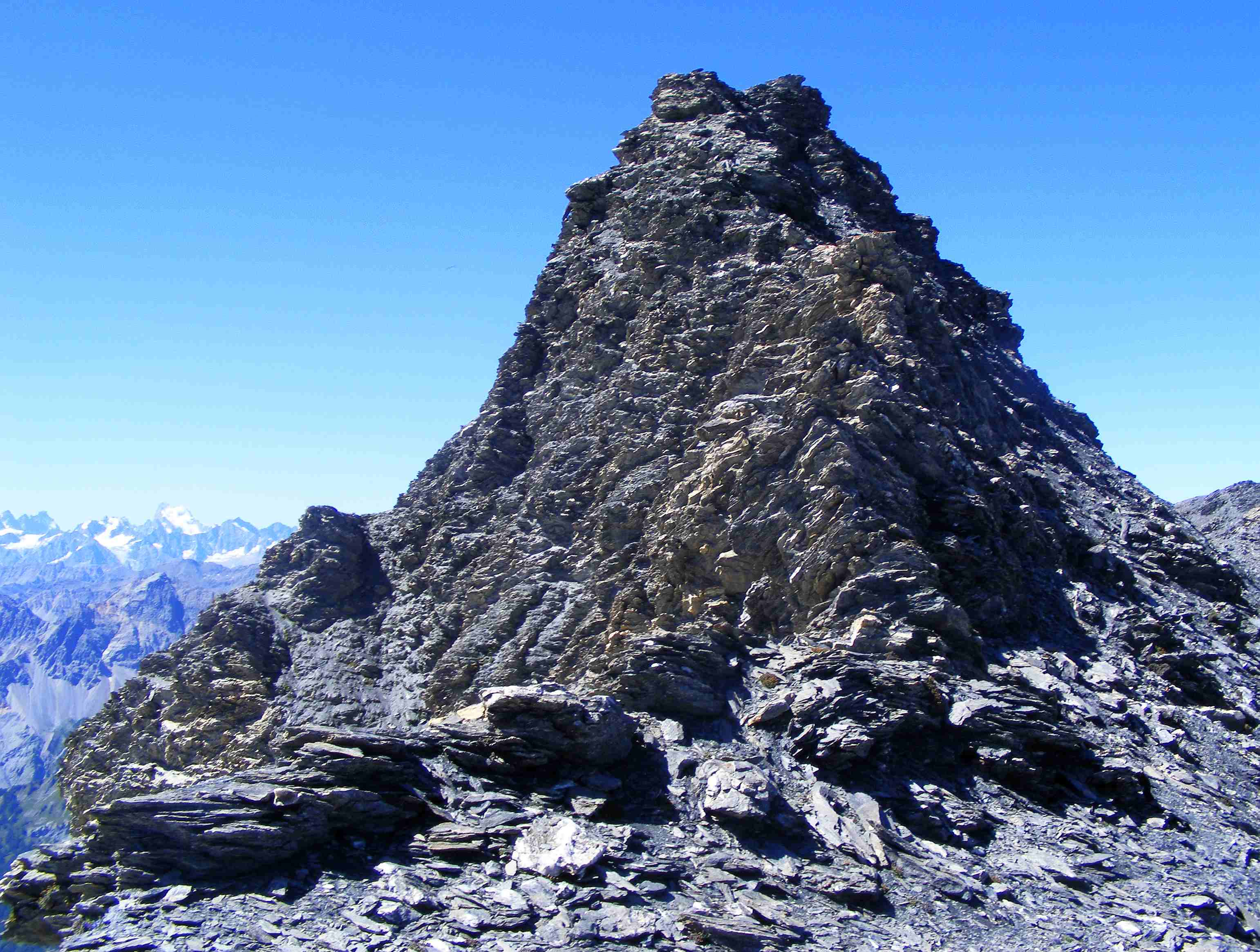
La face orientale du sommet.

Située à la frontière entre la France et l'Italie, elle forme avec l'aiguille de Scolette, la cime du Grand Vallon et la cime Gardoria le chaînon de Scolette, à l'ouest du massif du Mont-Cenis, entre le val de Suse en Italie et la Haute-Maurienne en France. Administrativement la montagne est partagée entre les communes d'Avrieux (France) et de Bardonnèche (Italie).

## Ascension
La pointe de Paumont peut être atteinte en suivant les trois arêtes qui se rejoignent sur son sommet : l'arête sud depuis le col de la Roccia Verde et Rochemolles (Bardonnèche), l'arête est depuis le col de Pelouse (reliant Avrieux et Bardonnèche) ou l'arête nord-ouest depuis la cime du Grand Vallon.